# Aelfweard angol király
Ælfweard (* 904; † 924. augusztus 2.) 
I. (Idősebb) Edward második fia. Ő követte apját Wessex trónján, míg bátyja, Athelstané lett Mercia. Ælfweard, aki nem sokkal apja után meghalt, lehet, hogy soha nem is lett megkoronázva. A halál Oxfordban érte.
Lehet, hogy Ælfweardot a wessexi trónon öccse, Edwin (vagy Eadwine) követte, mert bátyját csak 925. szeptember 4-én koronázták meg.